# Борон (Територија Белфор)
Борон (фр. Boron) је насељено место у Француској у региону Франш-Конте, у департману Територија Белфор.
По подацима из 2011. године у општини је живело 434 становника, а густина насељености је износила 71,74 становника/km².

## Демографија
| 1962. | 1968. | 1975. | 1982. | 1990. | 2011. |
| ----- | ----- | ----- | ----- | ----- | ----- |
| 187   | 189   | 227   | 291   | 356   | 434   |